# Egérfélék
Az egérfélék (Muridae) az emlősök (Mammalia) osztályába és a rágcsálók (Rodentia) rendjébe legfajgazdagabb családja 817 fajjal.

## Származásuk, élőhelyük

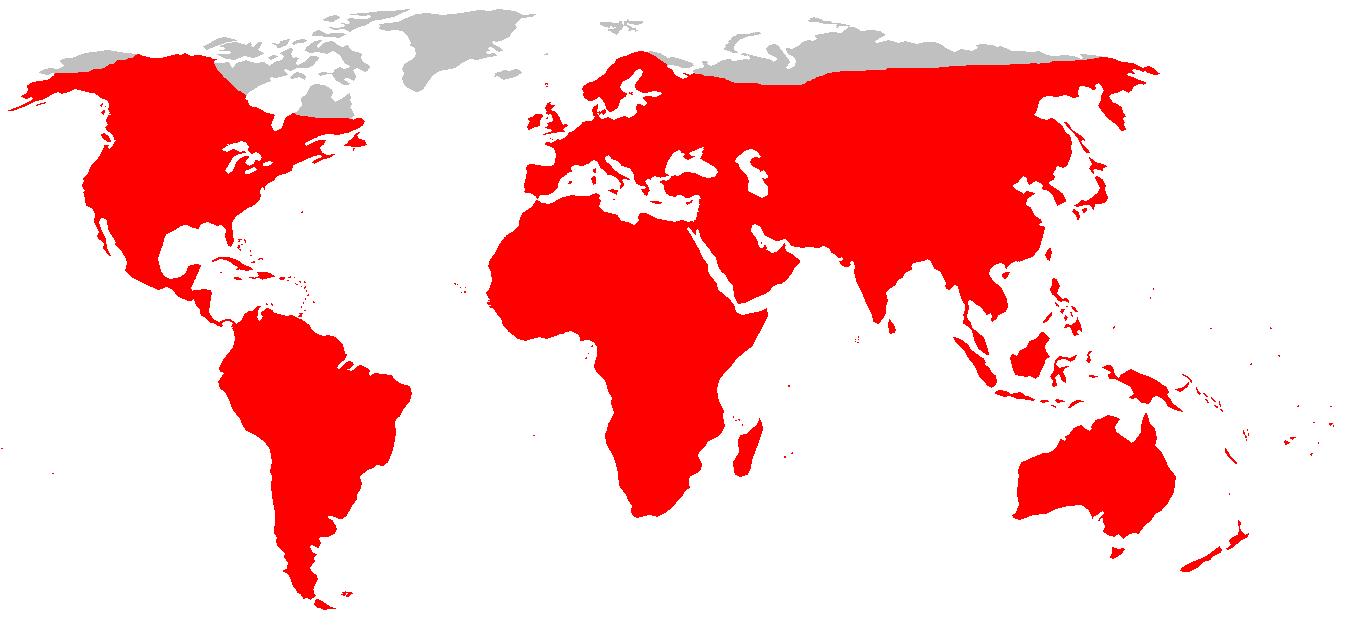
A vándorpatkány (Rattus norvegicus) elterjedési területe

Evolúciójuk sok más kis termetű emlőséhöz hasonlóan a leletek hiánya miatt kevéssé ismert. Valószínűleg hörcsögszerű emlősökből fejlődtek ki Ázsiában a miocén kezdetén. A holocén alatt a hűvösebb éghajlatú területek felé terjeszkedve mindenütt gyakorivá váltak, ami az ember vándorlásaihoz köthető.
Majdnem minden szárazföldön megtalálhatók, még a Déli-sarkvidéken is megtalálhatók. Az óceáni szigetekre és magára az Antarktiszre nem települtek be. Néhány fajt, mint a házi egeret és a házi patkányt az ember terjesztette el, ezek helyrehozhatatlan csapásokat mértek több sziget sérülékeny élővilágára.
Magyarországon kilenc fajuk él:
- pirók erdeiegér (Apodemus agrarius)
- sárganyakú erdeiegér (Apodemus flavivollis)
- közönséges erdeiegér (Apodemus sylvaticus)
- kislábú erdeiegér (Apodemus uralicus)
- törpeegér (Mycromis minutus)
- házi egér (Mus musculus)
- güzüegér (Mus spicilegus)
- vándorpatkány (Rattus norvegicus)
- házi patkány (Rattus rattus)[5]

## Megjelenésük, felépítésük
Kis termetűek: a legtöbb faj farok nélkül vett testhossza 10 cm körüli. Legkisebb közülük a 4,5–8 cm-s afrikai törpeegér, a legnagyobb a Phloeomys cumingi (44–48 cm, 1,45-2,1 kg).
Rendszerint karcsúak, a testüknél hosszabb farokkal, jól fejlett tapogatószőrökkel, de ezek erősen változhatnak. Egyes fajok hosszú lábaikkal ugrálnak, mások széles talpa és fogófarka inkább a mászáshoz idomult, más fajoknak nem specializálódtak így.
A legtöbbjük barna, de vannak szürkék, feketék, és fehér foltjaik is lehetnek.
Általában kiválóan hallanak és szagolnak. 
Állkapocsizmaik erősek. Fogképletük: {\displaystyle {\tfrac {1.0.0.1-3}{1.0.0.1-3}}}

## Életmódjuk, élőhelyük
Sok faj a sivatagi körülményekhez alkalmazkodott, például az ugróegerek (Dipodidae). Ezek kevés vízzel sokáig bírják.
Gyakran szaporodnak, almaik általában nagyok. Vemhességi idejük többnyire 20-40 nap. A kölykök általában szőrtelenül és vakon születnek, habár vannak kivételek, például az Acomys.
Sokféle biotópot elfoglalnak, a trópusi esőerdőktől a tundrákig. Bár a legtöbbjük szárazföldi, vannak félig vízi életmódú és fán élő fajok is.

### Táplálkozásuk
Az egérfélék sokféle táplálkozási típust képviselnek a mindenevő (a csokit és a cipőtalpat is felfaló) generalistáktól a csak egyféle táplálékon, például földigilisztán, gombán vagy vízi gerincteleneken élő specialistákig. A legtöbb faj inkább növényeket és gerincteleneket eszik. Gyakran tárolnak magvakat és más növényi anyagokat a szűkösebb időkre.
Állkapcsuk sciurognathous típusú, és diasztémájuk is van.  Nincs szemfoguk, és előőrlőik sincsenek. A legtöbb fajnak három őrlője van, ezek természete fajonként változó.

### Szaporodásuk
Egyes fajok társasak, mások magányosak. A nőstények évente rendszerint több almot szülnek úgy, hogy a melegebb területeken egész évben szaporodnak. Bár a legtöbb faj várható élettartama nem éri el a két évet, gyors ciklusuk miatt hamar elszaporodhatnak, és számuk ugyanilyen hamar visszaesik, ha elfogy az élelem. Ez gyakran három-négyéves ciklusokban következik be.

## Gazdasági jelentőségük
Több fajuk intenzív mezőgazdasági kártevő; a raktárakban, magtárakban tetemes károkat okozhatnak.
```
A méhészetben több faj is problémás, mert amikor a méhek elülnek, akkor behatolnak a kaptárba, és fészket raknak ott. Szagukkal, rágcsálásukkal zavarják a méheket, rongálják a lépeket. Az enyhébb idő elérkeztével elhagyják a kaptárat, vagy a méhek agyonszurkálják őket.
```

Zambiában és Malawin az egérhús csemegének számít.

## Rendszertani helyzetük
A családba az alábbi 5 alcsalád tartozik:
- Deomyinae Thomas, 1888 - 44 faj
- Versenyegérformák (Gerbillinae) Gray, 1825 - 103 faj
- Leimacomyinae Musser & Carleton, 2005 - 1 faj
- Egérformák (Murinae) Illiger, 1811 - 639 faj
- Szélesfülűegér-formák (Otomyinae) Thomas, 1897 - 30 faj

Korábban a következő családok és alcsaládok fajait is az egérfélék családjába sorolták: pocokformák (Arvicolinae), hörcsögformák (Cricetinae), sörényespatkány-formák (Lophiomyinae), betűfogúformák (Sigmodontinae), hörcsögpatkányformák (Cricetomyinae), kúszóegérformák (Dendromurinae), madagaszkáriegér-formák (Nesomyinae), petromyscinae, mystromyinae, calomyscidae, tüskéspelefélék (Platacanthomyinae), földikutyaformák (Spalacinae), gyökérrágóformák (Tachyoryctinae) és zokorformák (Myospalacinae).

## Az irodalomban

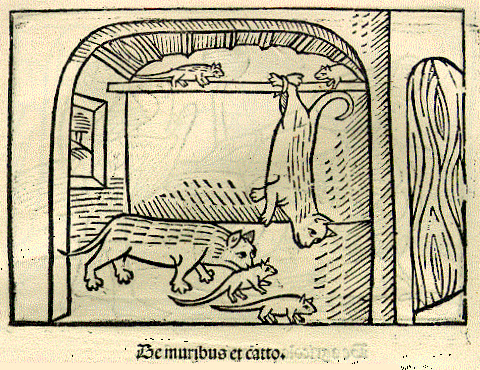
Aesopus meséinek 1501-es német kiadása macskával és egerekkel

Az egérfélék szerepelnek az irodalomban, köztük népmesékben és tündérmesékben is. A Hamelni patkányfogó című mesében a patkányfogó magával csalja a patkányokat, de nem fizetik ki a bérét, így a gyerekeket is elviszi.  Bővebben lásd itt: A hamelni patkányfogó. Egerek szerepelnek  Beatrix Potter könyvecskéiben, többek között a ikövetkezőkben: The Tale of Two Bad Mice (1904), The Tale of Mrs Tittlemouse (1910), The Tale of Johnny Town-Mouse (1918), and The Tailor of Gloucester (1903).  Ezek közül a legutóbbit  J. R. R. Tolkien  írta, és talán a legközelebb áll a tündérmeséhez, a többi állatmese. Aesopus meséi között is van, amiben egerek szerepelnek, mint A macska és az egér, és A béka és az egér.  James Herbert regényében, a The Ratsben (1974), egy csapat óriáspatkány megeszik egy csavargót.

## Fordítás
- Ez a szócikk részben vagy egészben  a   Muridae című angol Wikipédia-szócikk fordításán alapul.  Az eredeti cikk szerkesztőit annak laptörténete sorolja fel. Ez a jelzés csupán a megfogalmazás eredetét és a szerzői jogokat jelzi, nem szolgál a cikkben szereplő információk forrásmegjelöléseként.